# Петряево (Рязанская область)
Петряево — деревня в Клепиковском районе Рязанской области. Входит в состав Ненашкинского сельского поселения.

## География
Находится в северной части Рязанской области на расстоянии приблизительно 16 км на север-северо-восток по прямой от районного центра города Спас-Клепики.

## История
В 1859 году здесь (тогда деревня Касимовского уезда Рязанской губернии) было учтено 28 дворов, в 1897 — 44.

## Население
Численность населения: 223 человека (1859 год), 378 (1897), 3 в 2002 году (русские 100 %), 0 в 2010.